# Tim Follin
Pour les articles homonymes, voir Follin.
 (avril 2018).
Si vous disposez d'ouvrages ou d'articles de référence ou si vous connaissez des sites web de qualité traitant du thème abordé ici, merci de compléter l'article en donnant les références utiles à sa vérifiabilité et en les liant à la section « Notes et références ».
Timothy John Follin, né le 19 décembre 1970 est un compositeur de musiques de jeux vidéo.

## Biographie
Tim Follin n'a fait aucune étude spécialisée dans la musique. Son frère Mike Follin (qui savait manier un ZX Spectrum) l'encouragea à composer dans la musique vidéoludique et il commença sa carrière sur le jeu Subterranean Stryker. Plus tard, Tim fait une reprise de L'Oiseau de feu de Stravinsky pour le jeu Star Firebird. La musique de jeu qui l'aura rendu célèbre aura été celle de Vectron dont les critiques complimenteront la qualité.
Engagé par Richard Kay, Tim suit son frère Mike chez Software Creations. Tim Follin aura arrangé la musique de Bubble Bobble ainsi que celles de Black Lamp et du niveau 1 de Ghouls'n Ghosts. Lors d'une interview en 1990, Tim avait ressenti « un peu de désolation sur le fait de ne plus pouvoir composer sur le commodore 64 », rajoutant : « je me vois mal vieillir avec cette machine ». Le dernier jeu pour lequel il a composé sur commodore 64 est Gauntlet III en 1991. Tim Follin quittera Software Creations avec Rock N' Roll Racing.
Tim continue de composer mais sur des consoles plus avancées comme la NES avec Solstice, Sky Shark, Pictionary et Silver Surfer (les morceaux qu'il aura fait sur ces jeux resteront comme les plus célèbres venant de lui). Il adhère plus tard à la SNES et la Mega Drive avec Plok ! et Time Trax avec son frère Geoff.
En 2005, il dit sur son site que c'est « avec plaisir » qu'il a arrêté de composer dans le monde du jeu vidéo car cela lui provoquait angoisses et troubles. Son dernier travail aura été Starsky et Hutch.

## Musiques de jeux vidéo composées[1]
- 1985 : Stryker souterrain (ZXS)
- 1985 : Oiseaux de feu étoilés (ZXS)
- 1985 : Vectron (ZXS)
- 1986 : Jeux futurs (ZXS)
- 1990 : Pictionary, The Game of Video Quick Draw
- 1990 : Silver Surfer (NES)
- 1993 : Equinox (avec Geoff Follin)
- 1994 : Time Trax (MD) - Jamais paru sur Mega Drive
- 1993 : Plok (SNES)
- 2000 : Ecco the Dolphin: Defender of the Future